# الإحاطة في أخبار غرناطة
الإحاطة في أخبار غرناطة هو كتاب للأديب الأندلسي لسان الدين بن الخطيب، يعد من أمهات كتب التاريخ الأندلسي التي عوّل عليها الباحثون. ينصب موضوع الكتاب حول الحديث عن تاريخ غرناطة آخر معقل إسلامي سقط في الأندلس وهو عبارة عن موسوعة تؤرخ لكل ما يتعلق بهذه المدينة من أخبار وأوصاف ومعالم تاريخية لعل في مقدمتها قصر الحمراء وقد عني الكاتب بتغطية جميع الجوانب الجغرافية من مواقع وتضاريس، والجوانب الفكرية والاجتماعية (تاريخ من نزل بها منذ عهد العرب الأوائل، من مر بها من الكتاب والشعراء والأدباء والوزراء والمتغلبين، ترجمة لأكثر من 500 شخصية مهمة في تاريخ المدينة، ..) غير أن الملاحظ على ابن الخطيب في كتابه عدم التقيد بالترتيب التاريخي للعصور والحوادث والأشخاص، وإنما هو يلتزم بالترتيب الأبجدي للتراجم.
طبع الكتاب للمرة الأولى سنة 1901 في القاهرة، ثم أعيد طبعه سنة 1956، وحققه محمد عبد الله عنان كاملًا في أربعة مجلدات، بعد أن كان ما نشر منه لا يتجاوز جزءًا من المجلد الأول.